# Poe Boy Entertainment
Poe Boy Entertainment, est un label discographique américain de hip-hop, basé à Miami, en Floride. Il est fondé en 1999 par Eldrin « E-Class » Prince, manager de Rick Ross. Jacki-O est le premier artiste du label, maintenant il y en a beaucoup d'autres tels que Rick Ross, Brisco, ou encore Flo Rida.

## Histoire
Poe Boy Entertainment est lancé en 1999 par Eldrin « E-Class » Prince.
En mai 2003, Poe Boy Entertainment publie le single Nookie de Jacki-O ; après cette publication, Poe Boy jouit d'un succès national, parvient à signer un contrat de distribution avec Warner Bros. Records, et deviendra sans doute le successeur de labels de rap situés à Miami comme Luke Records. En 2006, E-Class contacte Flo Rida pour lui proposer un contrat à son label, après sa collaboration avec DJ Khaled. Selon Flo Rida, « E-Class m'a dit que plusieurs A&R écoutaient ma musique, et ils voulaient y mettre un visage. » En 2009, le label publie la compilation DJ Khaled & E-Class Present Live From the 305.
Brisco annonce la publication de son premier album à Poe Boy Entertainment en été 2011. En 2014, E-Class et DJ Khaled lanceny un restaurant du nom de Miami FingaLicking,. En 2015, le label publie la mixtape Dysfunctional de YT Triz. La même année, le label publie la mixtape UndaRated de Brisco.

## Artistes

### Artistes actuels
- Flo Rida
- Brisco
- Billy Blue
- J-Rock (producteur)
- J. Randall
- Triple C
- Brianna Perry
- Mista Mac
- Teen Heat

### Anciens artistes
- Jacki-O
- David Lyn
- Rick Ross